# Aérodrome d'Aubenas Ardèche méridionale
 (janvier 2023).
L'aérodrome d'Aubenas Ardèche méridionale (anciennement Aubenas - Vals Lanas) se situe en Rhône-Alpes sur la commune de Lanas à proximité d'Aubenas dans le sud de l'Ardèche.

## Situation
L'aérodrome est situé à 9 km au sud-sud-ouest d'Aubenas, à laquelle il est relié par la route départementale D 104.

## Agrément
L'aérodrome d'Aubenas Ardèche méridionale fait partie de la liste n° 1 (aérodromes ouverts à la circulation aérienne publique) des aérodromes autorisés au 31 janvier 2010 (décret : NOR : DEVA1012766K ).

## Description
C'est un aérodrome civil ouvert au trafic international. Il est situé à une quinzaine de kilomètres des gorges de l'Ardèche.
Le Syndicat départemental d'équipement de l'Ardèche est propriétaire de l'aérodrome et le conseil général de l'Ardèche finance les investissements importants. Le gestionnaire est la Chambre de commerce et d'industrie Ardèche Méridionale. Elle assure l’entretien, le bon fonctionnement des installations et la prestation AFIS pour laquelle elle est certifiée. Elle en assurait la gestion jusqu'au 31 décembre 2008.

## Activité
Il est destiné au désenclavement du département, à la lutte contre les feux de forêts, aux activités aéronautiques de loisirs et pour le transport de passagers.
La longueur de la piste et sa résistance permettent l'atterrissage d'avions de transport de passagers d'environ 50 places. Des avions de transport militaires de 60 tonnes se posent régulièrement pour l'entraînement des pilotes. Au total, l'aéroport a environ 12 000 mouvements par an.
L'aérodrome possède également une piste réservée aux U.L.M. L'activité y est soutenue soit environ 3 000 mouvements par an.

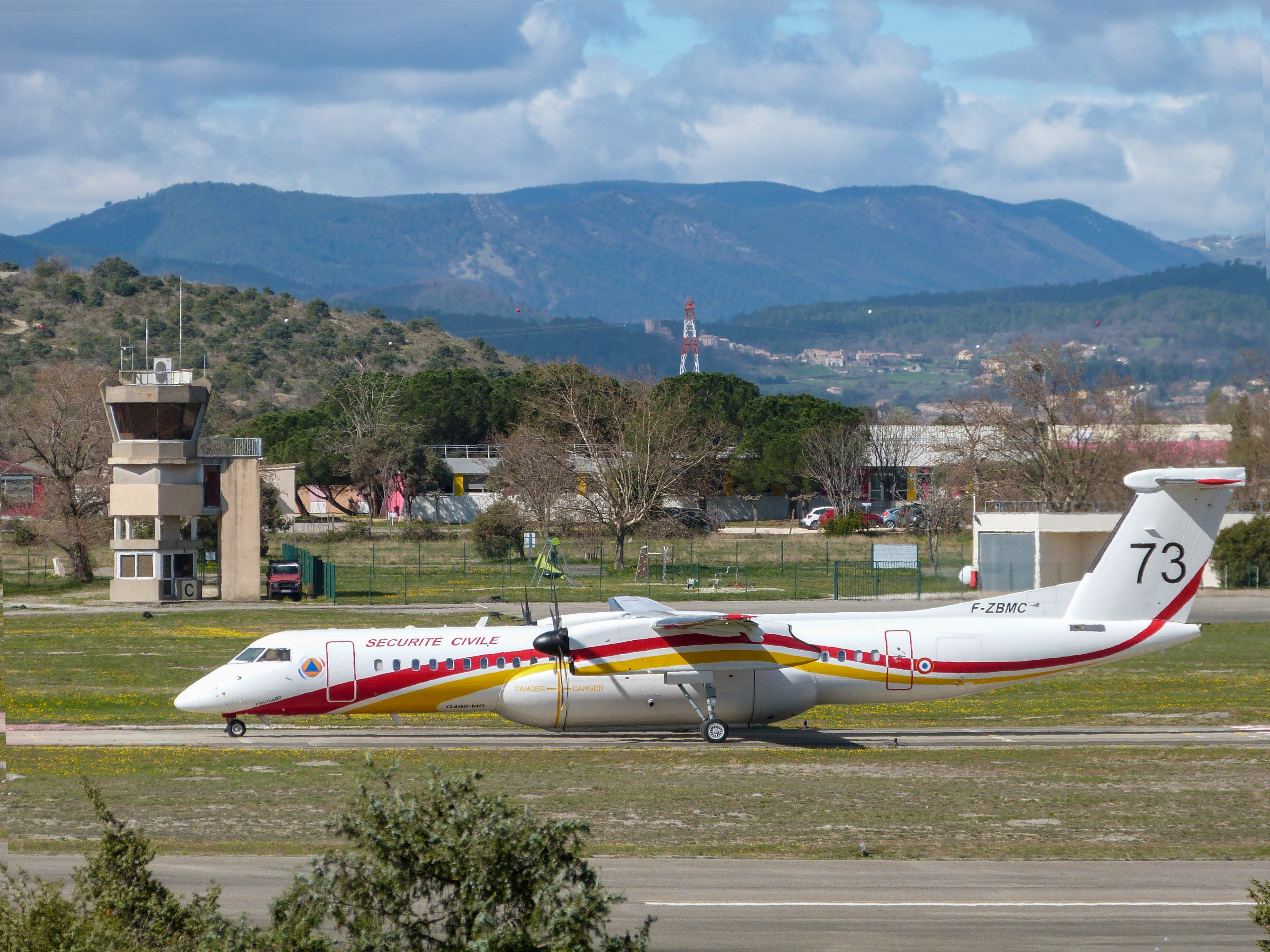
Dash 8 de la Sécurité Civile sur la zone de ravitaillement en retardant.
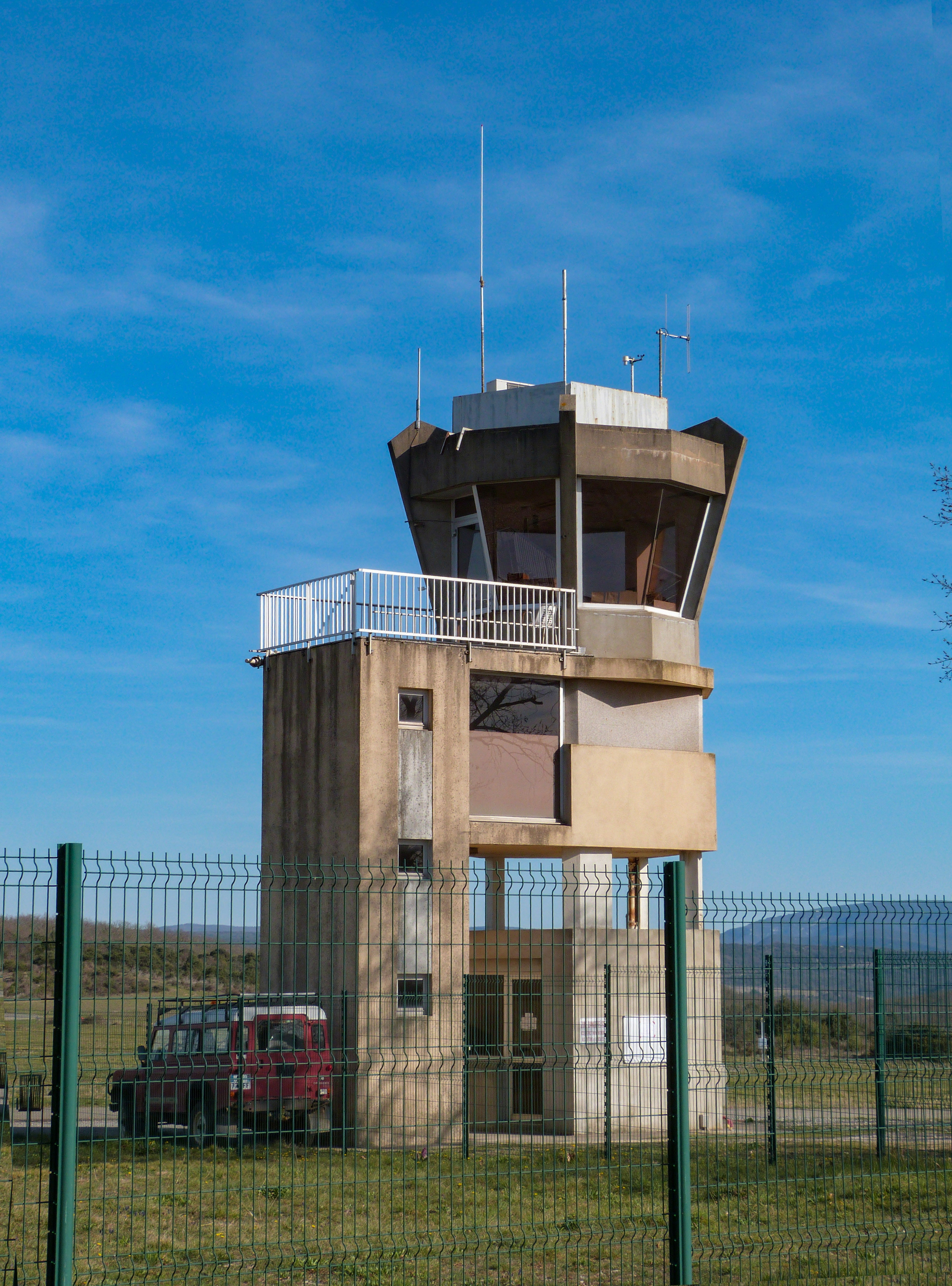
La tour de contrôle de l'aérodrome en mars 2023.
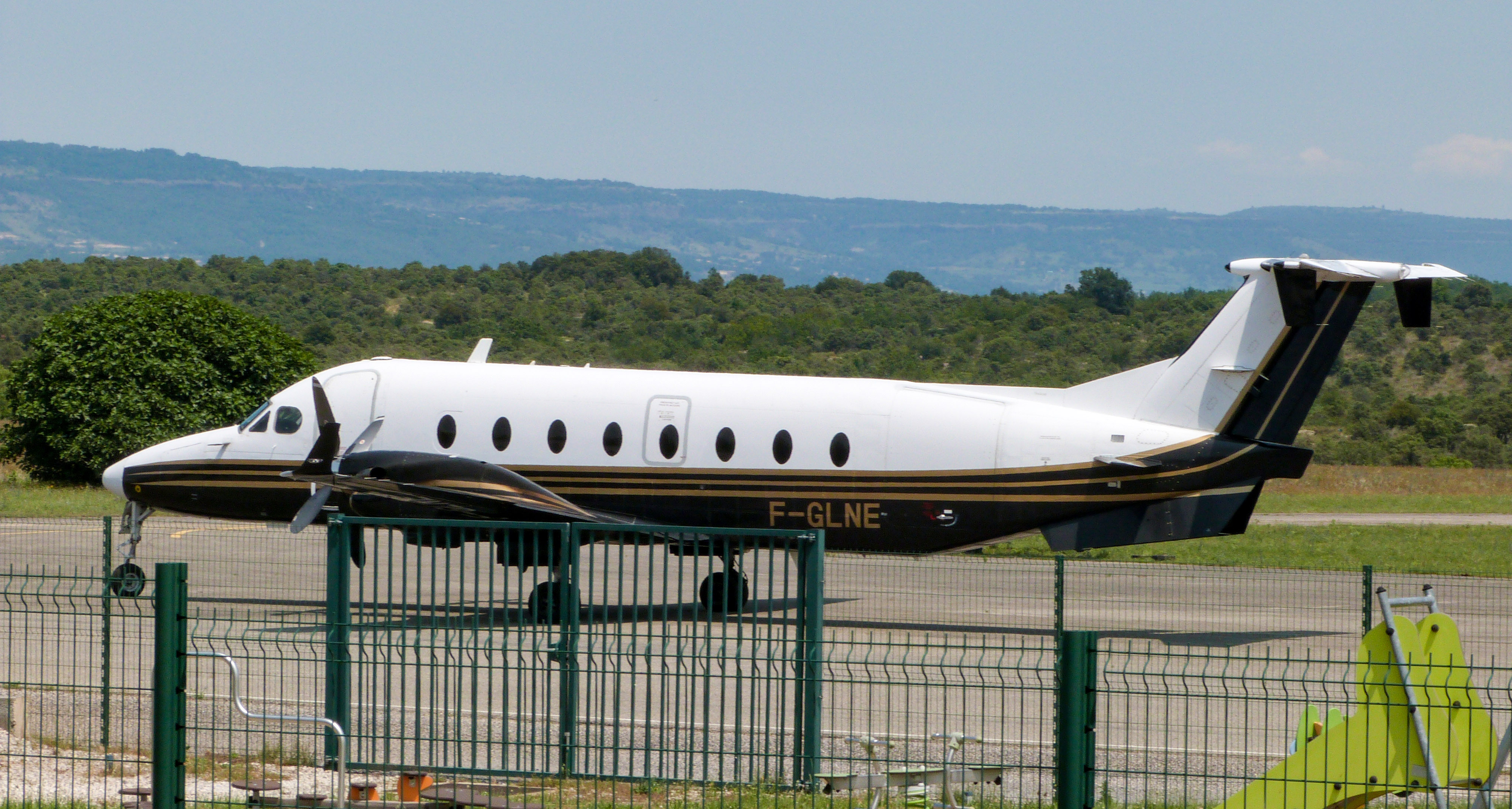
Beechcraft 1900D de Twin Jet en juin 2023.
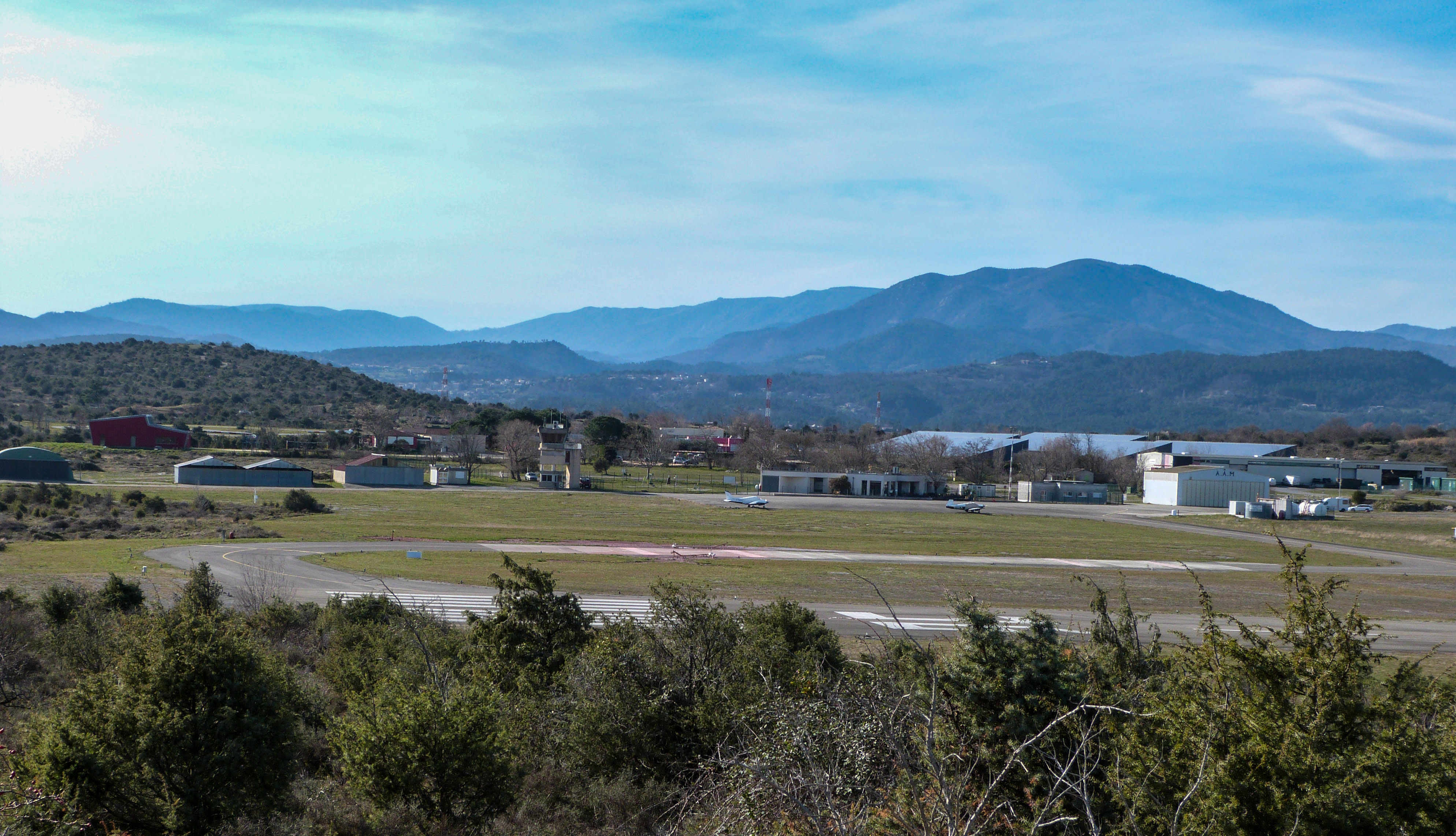
Bout de piste, et aire de stationnement avec deux avions arrêtés.
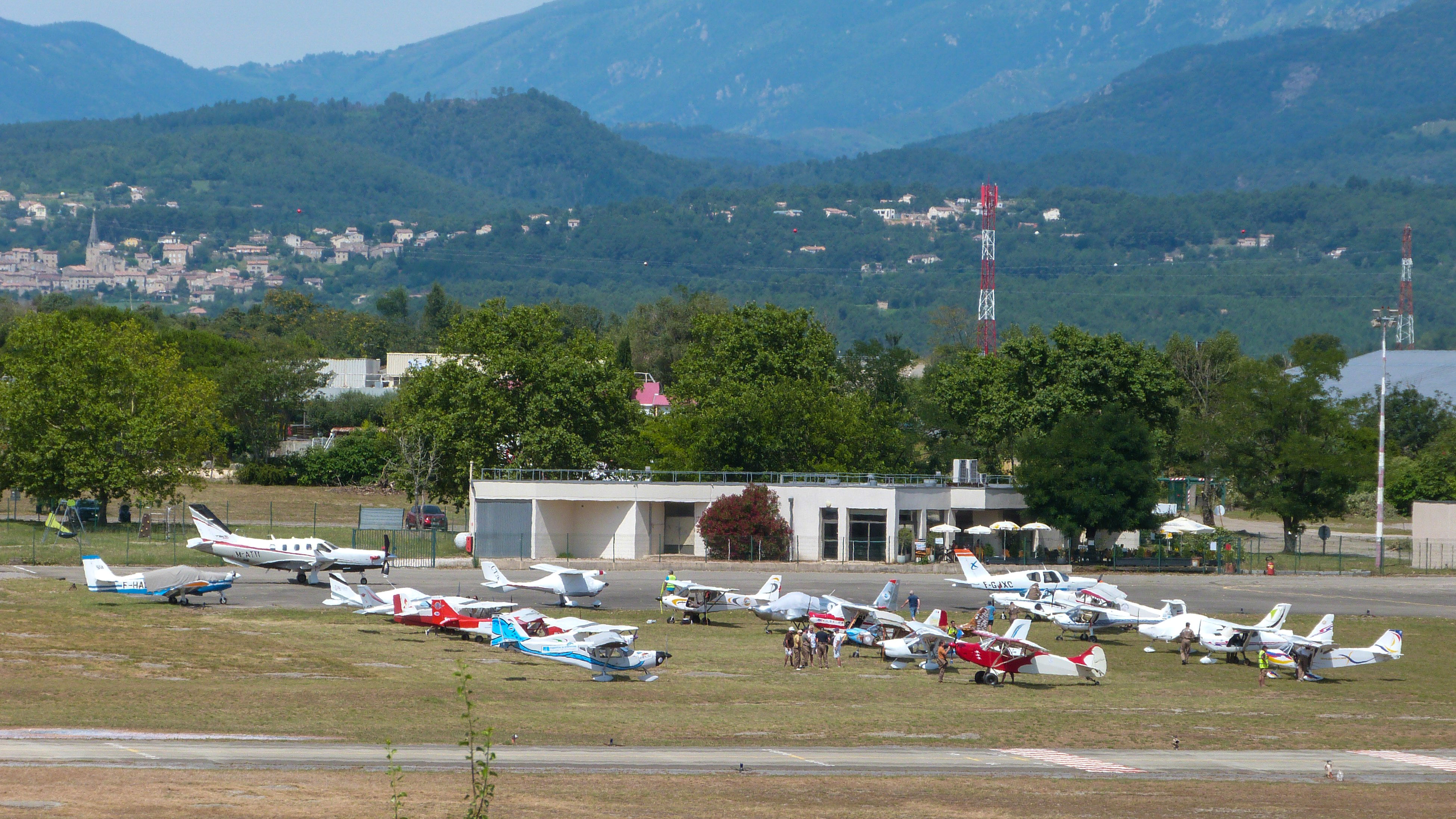
Accueil d'une étape du Tour ULM Jeunes le 14 juillet 2024[4],[5].

## Historique
Il fut utilisé pendant la Seconde Guerre mondiale comme terrain de largage aérien (Terrain Acier).
- 15 mai 1976 : Ouverture à la circulation aérienne.
- 26 juin 1976 : Inauguration de l'aéroport.
- 1976 : Ligne régulière Aubenas-Lyon par la compagnie Auxiair[6],[7],[8] (vol inaugural de la liaison Aubenas - Lyon - Aubenas le 3 mars 1976, réalisé par un  Beechcraft Queen de la Société Auxiair piloté par le président de cette société M. Gérard David).
- 1983 : C'était la compagnie Lance Aviation (Filiale de la Société Pétrole et Transports) qui exploitait la ligne régulière Aubenas - Paris[9][source insuffisante], mais également la ligne vers Lyon en Piper PA-31[10],[11].
- 1985 : L'éphémère compagnie aérienne Air Ardèche exploitait en Piper PA-31 immatriculé F-BTCK, la ligne vers Lyon avec correspondance des vols Air Inter pour Paris[12][source insuffisante], reprise à Lance Aviation, en liquidation judiciaire[9].
- 2024 : Installation d'un Tracker S-2FT à l'initiative de l'association SOS Tracker 07, devant servir d'avion musée et à la sensibilisation au sujet des feux de forêt[13],[14].